# Hell And Silence (EP)
«Hell And Silence» (en español: «El Infierno y El Silencio») es el segundo Extended play del grupo de rock estadounidense Imagine Dragons, lanzado de forma independiente por la agrupación el 12 de marzo de 2010. Todas las canciones fueron escritas y producidas por Imagine Dragons, y grabadas y mezcladas en “Battle Born Studios” por el ingeniero de audio Robert Root.
El tema «Hear Me» fue regrabado, masterizado e incluido en el álbum debut de la agrupación «Night Visions». Por otro lado, «I Don't Mind» y «Selene» se incluyeron en las versiones «Deluxe».
«Hell And Silence» fue reeditado y relanzado el 15 de octubre de 2021 por medio de KIDinaKORNER e Interscope Records, e incluyó un tema inédito: «Easy».

## Promoción y Lanzamiento
Para promocionar el EP, la banda realizó cinco shows en el SXSW 2010, incluido en el BMI Official Showcase. También recorrieron el oeste de Estados Unidos con Nico Vega y San Motel. De igual manera se presentaron en el 2010 en Bite of Las Vegas Festival, New Noise Music Festival, Neon Reverb Festival y Fork Fest. El nombre del EP proviene de una línea de «Emma».

## Aparición en medios
- «All Eyes» fue incluida en Degrassi: The Next Generation en el episodio titulado Drop It Like It's Hot (Part One).[7]
- «I Don't Mind» apareció en los anuncios promocionales para la American Idol Season 11 y World of Jenks de MTV.
- «Hear Me» fue incluida en la banda sonora del largometraje Answers to Nothing, The Real World: Las Vegas de MTV, y se tocó en vivo en Vegas In Tune de PBS.[8]

## Recepción

### Crítica
Jason Bracelin, escribiendo para Las Vegas Review Journal, dio una crítica entusiasta al EP declarando: «Dan Reynolds suena como un tipo con una diana para fechar corazones». Continúa: «Con su entrega vocal staccato y sus enormes teclas, «All Eyes» suena destinado a las ondas de radio, lo mismo que se podría decir de la melancólica «Emma», con sus vertiginosas líneas de sintetizador y armonías mixtas, y el clímax «I Don't Mind», que funciona con guitarras rebotando».

## Lista de canciones
| Hell And Silence EP |                |          |  |
| N.º                 | Título         | Duración |  |
| 1.                  | «All Eyes»     | 2:59     |  |
| 2.                  | «I Don't Mind» | 3:16     |  |
| 3.                  | «Hear Me»      | 3:55     |  |
| 4.                  | «Selene»       | 4:30     |  |
| 5.                  | «Emma»         | 3:32     |  |
| 17:50               |                |          |  |

| Hell And Silence EP: Reedición de 2021 |        |          |  |
| N.º                                    | Título | Duración |  |
| 6.                                     | «Easy» | 4:54     |  |
| 22:44                                  |        |          |  |

## Créditos
Adaptados del lanzamiento original de «Hell And Silence EP». Todas las canciones son interpretadas por Imagine Dragons.
All Eyes
- Escrito por Dan Reynolds, Wayne Sermon, Ben McKee, Andrew Tolman y Brittany Tolman.
- Producido por Imagine Dragons.
- Grabado y mezclado por Robert Root en “Battle Born Studios” (Las Vegas, Nevada).

I Don't Mind
- Escrito por Dan Reynolds, Wayne Sermon y Ben McKee.
- Producido por Imagine Dragons.
- Grabado y mezclado por Robert Root en “Battle Born Studios” (Las Vegas, Nevada).

Hear Me
- Escrito por Dan Reynolds, Wayne Sermon y Ben McKee.
- Producido por Imagine Dragons.
- Grabado por Robert Root en “Battle Born Studios” (Las Vegas, Nevada).
- Mezclado por Josh Mosser en “Westlake Studios” (West Hollywood, California).

Selene
- Escrito por Dan Reynolds, Wayne Sermon y Ben McKee
- Producido por Imagine Dragons.
- Grabado y mezclado por Robert Root en “Battle Born Studios” (Las Vegas, Nevada).

Emma
- Escrito por Dan Reynolds, Wayne Sermon, Ben McKee, Andrew Tolman y Brittany Tolman.
- Producido por Imagine Dragons.
- Grabado y mezclado por Robert Root en “Battle Born Studios”

Hell And Silence EP: Reedición de 2021
Easy
- Escrito por Dan Reynolds, Wayne Sermon, Ben McKee y Daniel Platzman.
- Producido por Imagine Dragons.

Imagine Dragons
- Dan Reynolds: Voz (en todas las canciones).
- Wayne Sermon: Guitarra (en todas las canciones).
- Ben McKee: Bajo (en todas las canciones).
- Andrew Tolman: Batería (en todas las canciones).
- Brittany Tolman: Voz y Teclados (en todas las canciones).

## Historial de lanzamiento
| Región        | Fecha                   | Formato                       | Versión   | Sello discográfico              |
| ------------- | ----------------------- | ----------------------------- | --------- | ------------------------------- |
| Varios        | 1 de junio de 2010      | CD                            | Estándar  | Autopublicación                 |
| Todo el Mundo | 17 de diciembre de 2021 | CD Descarga Digital Streaming | Reedición | KIDinaKORNER Interscope Records |